# Andreea Huzum-Vitan
Andreea Huzum-Vitan (* 15. April 1993) ist eine rumänische Leichtathletin, die sich auf das Kugelstoßen spezialisiert hat.

## Sportliche Laufbahn
Ihren ersten internationalen Wettkampf bestritt Andreea Huzum-Vitan beim Europäischen Olympischen Jugendfestival (EYOF) 2009 in Tampere, bei dem sie mit einer Weite von 11,74 m in der Qualifikation ausschied, wie auch bei den Junioreneuropameisterschaften 2011 in Tallinn mit 13,99 m. Im Jahr darauf schied sie bei den Juniorenweltmeisterschaften in Barcelona mit 13,68 m in der Vorrunde aus und im Jahr darauf gewann sie bei den Balkan-Hallenmeisterschaften in Istanbul mit 15,30 m die Bronzemedaille und schied anschließend bei den U23-Europameisterschaften in Tampere mit 15,03 m in der Vorrunde aus, ehe sie bei den Balkan-Meisterschaften in Stara Sagora mit 15,12 m den vierten Platz belegte. 2014 gewann sie bei den Balkan-Meisterschaften in Pitești mit 15,47 m die Silbermedaille und bei den Leichtathletik-U23-Europameisterschaften 2015 in Tallinn verpasste sie mit 14,98 m abermals den Finaleinzug. Kurz darauf gewann sie bei den Balkan-Meisterschaften in Pitești mit einem Stoß auf 15,52 m die Bronzemedaille. 
2017 belegte sie bei den Balkan-Meisterschaften in Novi Pazar mit 14,03 m den fünften Platz und 2019 wurde sie bei den Meisterschaften in Prawez mit 14,31 m Siebte. 2020 siegte sie dann erstmals bei den Balkan-Meisterschaften in Cluj-Napoca mit einem Stoß auf 14,56 m und im Jahr darauf gewann sie bei den Balkan-Hallenmeisterschaften in Istanbul mit 15,03 m die Bronzemedaille.
In den Jahren 2014 und von 2018 bis 2020 wurde Huzum-Vitan rumänische Meisterin im Kugelstoßen im Freien und 2014, 2020 und 2021 siegte sie in der Halle.

## Persönliche Bestleistungen
- Kugelstoßen: 15,97 m, 27. April 2014 in Bacău
  - Kugelstoßen (Halle): 15,83 m, 14. Februar 2015 in Bukarest